# Niederrheinbrücke Wesel
Die Niederrheinbrücke Wesel ist eine Straßenbrücke und überspannt als Teil der Bundesstraße 58 am Niederrhein südwestlich von Wesel bei Stromkilometer 814 den Rhein.
Im Rahmen des Baus der Ortsumgehung Wesel für die Bundesstraße 58 wurde seit Mai 2005 eine neue Rheinquerung stromabwärts neben der bestehenden Brücke gebaut. Am 30. November 2009 folgte mit viermonatiger Verspätung die offizielle Verkehrsfreigabe der Niederrheinbrücke Wesel. Die Baukosten der neuen Brücke betrugen 44 Millionen Euro.

## Niederrheinbrücke (2009)

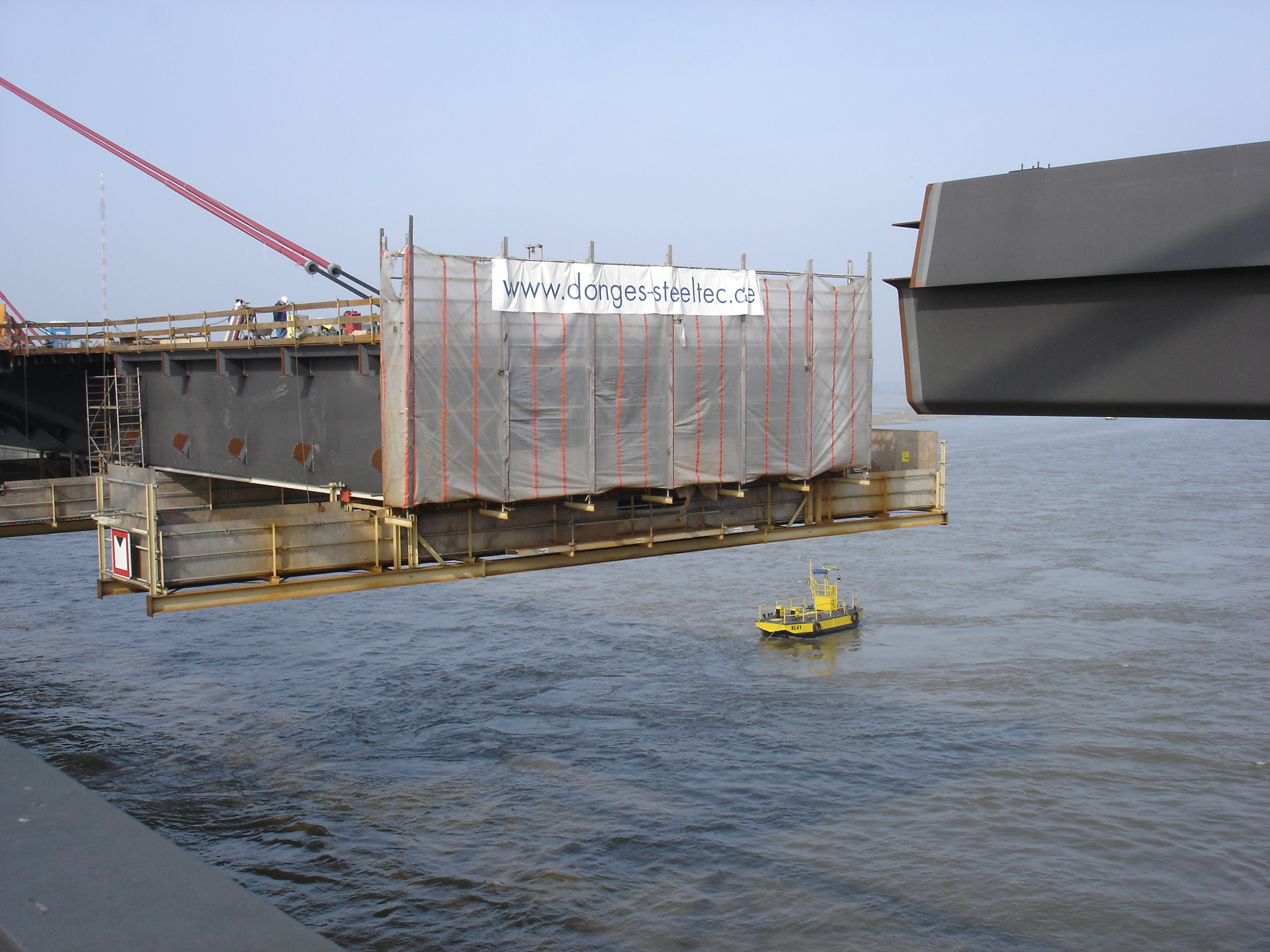
Freivorbau (März 2009)

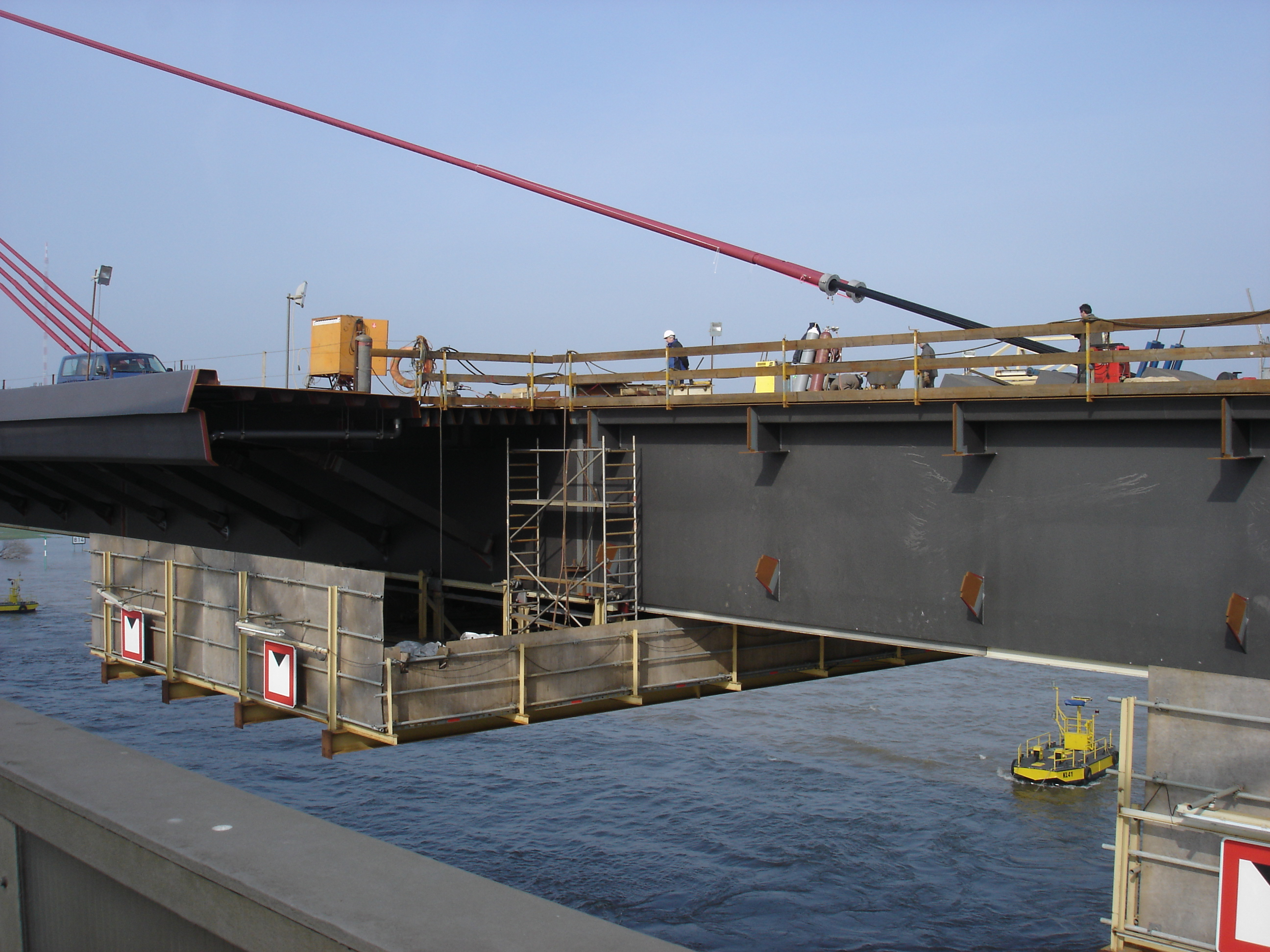
Brückenprofil (März 2009)

### Entwurf
Der Brückenzug ist insgesamt 772,54 m lang, hat vier Fahrstreifen sowie beidseitig je einen Geh- und Radweg. Das Bauwerk überspannt den Rhein sowie das zwischen den Hochwasserdämmen liegende Vorland. Im Strombereich ist eine Stromöffnung von mindestens 300 m Breite sowie eine lichte Höhe von 9,1 m beim höchsten schiffbaren Wasserstand freizuhalten. Unter diesen Randbedingungen wurde als Brückenkonstruktion über dem Rhein eine einhüftige Schrägseilbrücke mit einem λ-förmigen 130 m hohen Pylon am linksrheinischen Ufer gewählt.

### Konstruktion
Überbau
Die Brücke besteht linksrheinisch aus einer Vorlandbrücke mit sechs Feldern und 375,96 m Länge. Das Feld vor dem Widerlager hat eine Stützweite von 53,24 m, die restlichen fünf Öffnungen spannen über 64,54 m. Es folgen das 334,82 m lange Stromfeld und rechtsrheinisch ein Feld mit 61,76 m Länge. Der ganze Überbau hat zwischen den Widerlagern keine Dehnfugen und ist in Längsrichtung als Durchlaufträger ausgebildet, wovon im linksrheinischen Vorland 396 m eine Spannbetonkonstruktion und im Strombereich 376 m eine Stahlkonstruktion sind.
Die Spannbetonkonstruktion besteht im Regelbereich in Querrichtung aus einem zweizelligen 27,5 m breiten Hohlkastenquerschnitt. Im Bereich der Seilverankerungen hat der Querschnitt drei Zellen. Die auskragende Fahrbahnplatte wird durch schräge Fertigteilstreben im Abstand von zirka 4,0 m unterstützt. Die Konstruktionshöhe beträgt 3,75 m und ist konstant. Die Geometrie des stählernen Überbauabschnittes ist analog.
Der 130 m hohe Pylon der Schrägseilbrücke hat eine λ-Form und ist vollkommen getrennt vom Brückenträger. Die Stiele haben einen rechteckigen Hohlquerschnitt aus Stahlbeton. In der Brückenmittelachse sind im Pylonen beidseitig je sechs Seilgruppen, bestehend aus je sechs Einzelseilen, verankert. Im Stromfeld sind diese büschelförmig angeordnet, die Rückverankerung im Stahlbetonüberbau erfolgt harfenförmig.
Unterbauten und Gründung
Die Pylonstiele sind in eine Pfeilerscheibe eingespannt, welche auf Großbohrpfählen gegründet ist. Die restlichen Brückenpfeiler und die Widerlager sind analog gegründet.

### Bauausführung
Die Spannbetonvorlandbrücke wurde im Taktschiebeverfahren hergestellt. Anschließend folgte im abgespannten Freivorbau die Montage des Stromfeldes.

#### Besonderheiten
Am 21. März 2012 weihte Altana die Akzentbeleuchtung der Niederrheinbrücke Wesel ein. Seither erstrahlt die Brücke nach Einbruch der Dämmerung in einem lila-blauen Licht.

## Geschichte

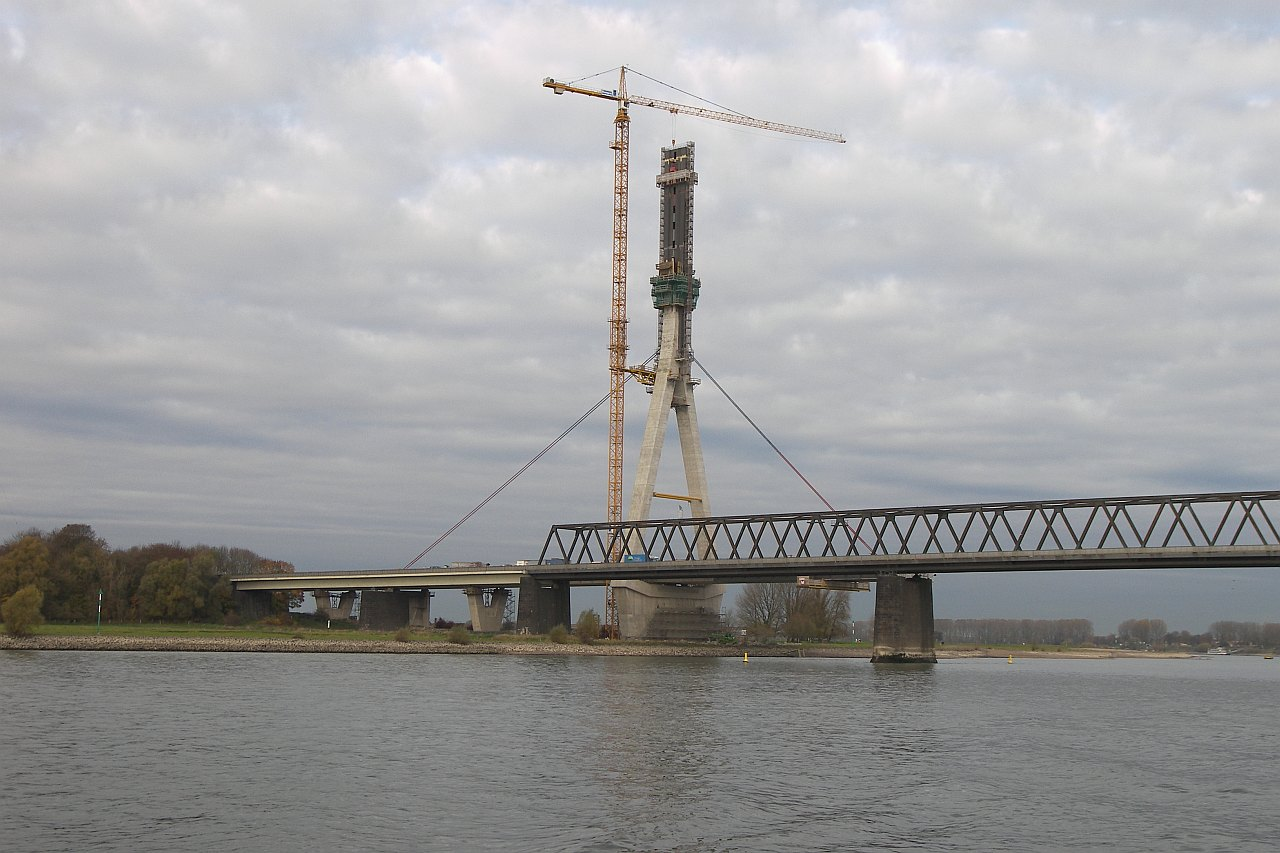
Schrägseilbrücke im Bau, alte Fachwerkbrücke im Vordergrund

### Rheinbabenbrücke (1917–1945)
Die erste Straßenbrücke über den Rhein bei Wesel wurde am 27. Juli 1917 mit dem Namen Rheinbabenbrücke dem Verkehr übergeben. Das Bauwerk kam insbesondere auf Initiative des preußischen Staatsministers und Oberpräsidenten der Rheinprovinz Georg von Rheinbaben zustande. Es war die nördlichste deutsche Rheinbrücke für den Straßenverkehr. Das 510 m lange Bauwerk hatte sechs Öffnungen und war eine Stahlfachwerkkonstruktion mit einer dreifeldrigen Auslegerbrücke über dem Rhein. Die Stützweite im Hauptfeld betrug 150 m, die Bauhöhe war maximal 9,0 m über den Hauptpfeilern, in den restlichen Bereichen 5,0 m. Die Brücke wurde bei den Luftangriffen auf Wesel im Februar 1945 schwer beschädigt und am 10. März 1945 auf Befehl von General Alfred Schlemm von der Wehrmacht – ebenso wie die benachbarte Eisenbahnbrücke Wesel – endgültig gesprengt.

### Montgomery Bridge (1946–1950)
Bis Ende Mai 1945 war auf der Unterstromseite der zerstörten Rheinbabenbrücke eine größtenteils hölzerne Behelfsbrücke mit 35 Pfahljochen und Stützweiten von zirka 16 m und in Strommitte von ungefähr 28 m entstanden. Diese wurde am 5. Februar 1946 durch eine Bailey-Brücke, eine britische Pionierbrückenkonstruktion, ersetzt, die den Namen Montgomery Bridge trug. Für jede der beiden Fahrspuren wurde ein ungefähr 620 m langes Bailey-Brückengerät verwendet. Zwischen diesen war ein Radweg angeordnet und an den Seiten je ein Gehweg. Das Bauwerk hatte Regelstützweiten von 73,15 m, die Pfeiler bestanden aus je 18 Rammpfählen mit einer Pfahlkopfplatte.

### Rheinbrücke Wesel (1950–2009)

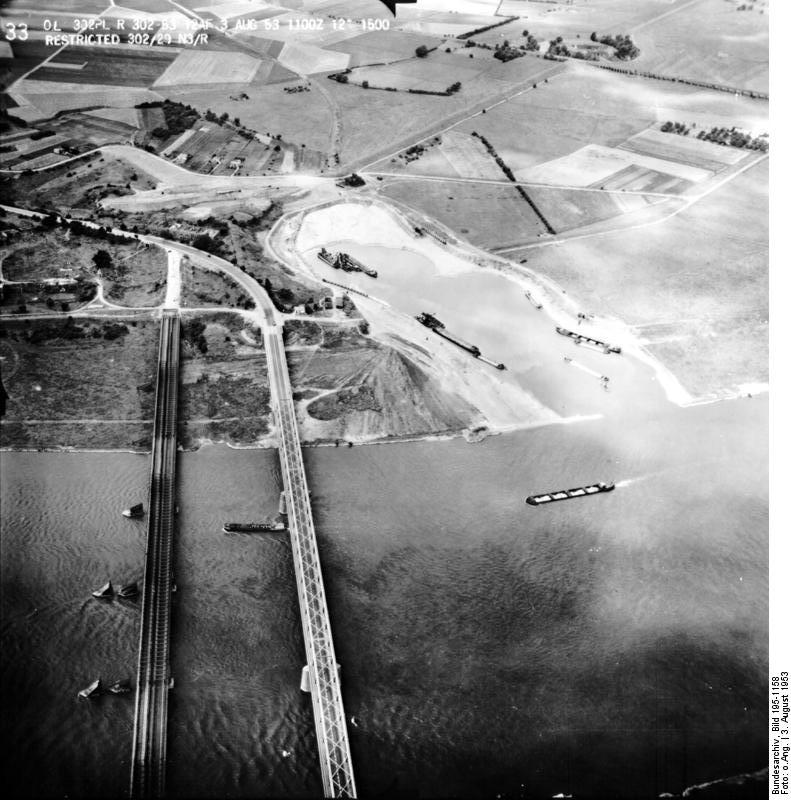
1953, links Montgomery Bridge, rechts Rheinbrücke 1950–2009

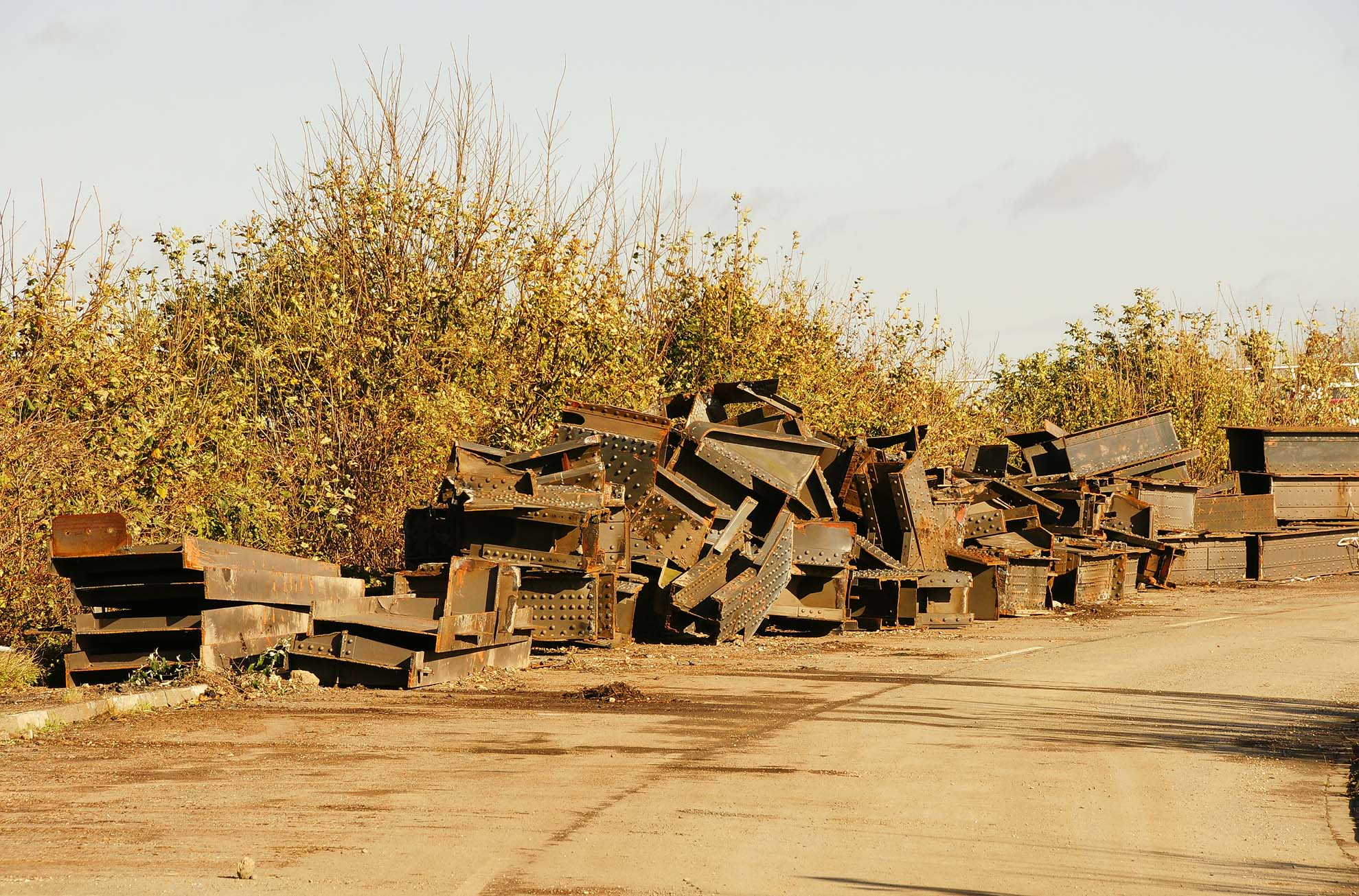
Reste der Rheinbrücke von 1953

Im Jahr 1950 begann der Ersatzbau für die Behelfsbrücke, die Einweihung der Brücke war am 18. Juni 1953. Aus Kostengründen wurde die Brücke in der gleichen Lage auf den Fundamenten der Rheinbabenbrücke von 1917 errichtet. Das Bauwerk hatte bei einer Nutzbreite von 11,6 m zwei Fahrspuren und zwei Gehwege. Die Baukosten betrugen 7,6 Millionen DM (entspräche heute 23,6 Millionen €). Bis Herbst 2013 wurde der alte Überbau abgebrochen.
Konstruktion
Der insgesamt 508,5 m lange Brückenzug bestand aus einer rechtsrheinischen Vorlandbrücke mit 54,25 m Stützweite, einer zweifeldrigen linksrheinischen Vorlandbrücke mit Stützweiten von 55,5 m und 54,75 m und der Strombrücke. Die Vorlandbrücken waren Spannbetonkonstruktionen, die Hauptbrücke war eine dreifeldrige, pfostenlose Strebenfachwerkbrücke aus Stahl mit dem Durchlaufträger als Bauwerkssystem in Längsrichtung. Die Stützweiten der 344 m langen Konstruktion betragen in den Randfeldern 97 m und im Mittelfeld 150 m. Das Fachwerk mit parallelen Gurten und unten liegender Fahrbahn hatte eine Systemhöhe von 12,0 m bei einem, Hauptträgerachsabstand von 9,4 m. Die Fahrbahnplatte bestand aus Stahlbeton.

## Bildergalerie

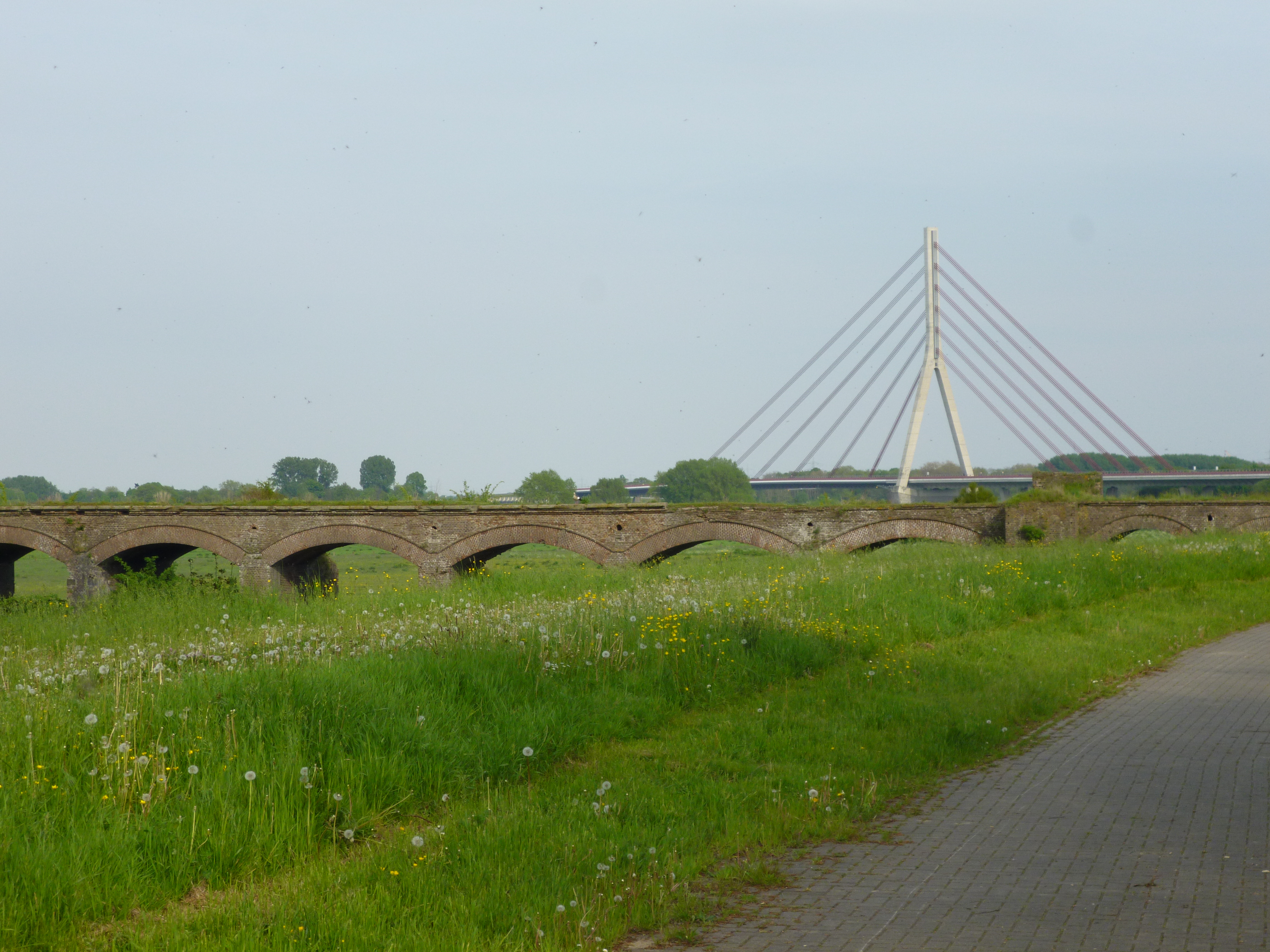
Im Vordergrund die alte Eisenbahnbrücke
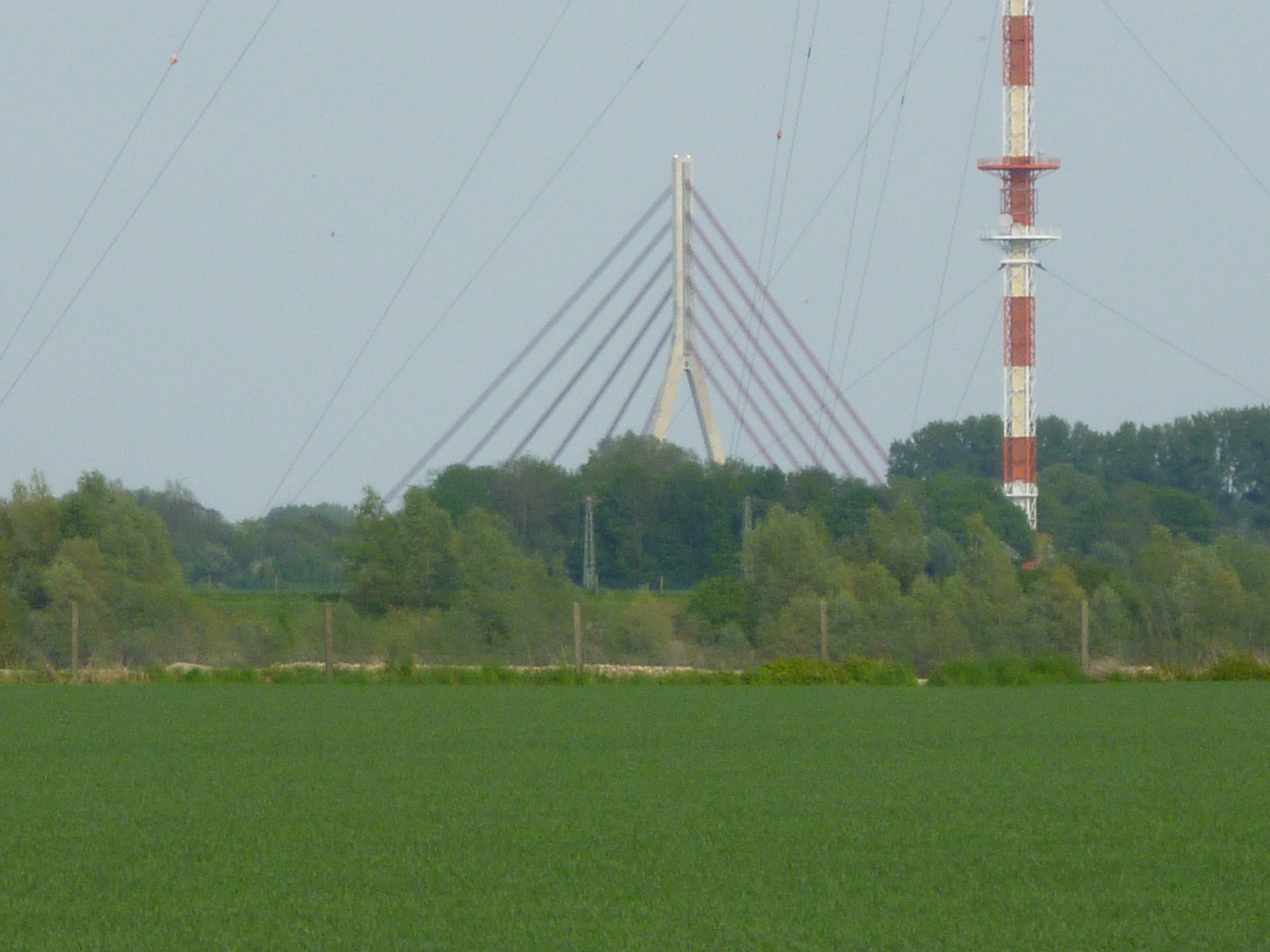
Im Vordergrund der Fernsehsender
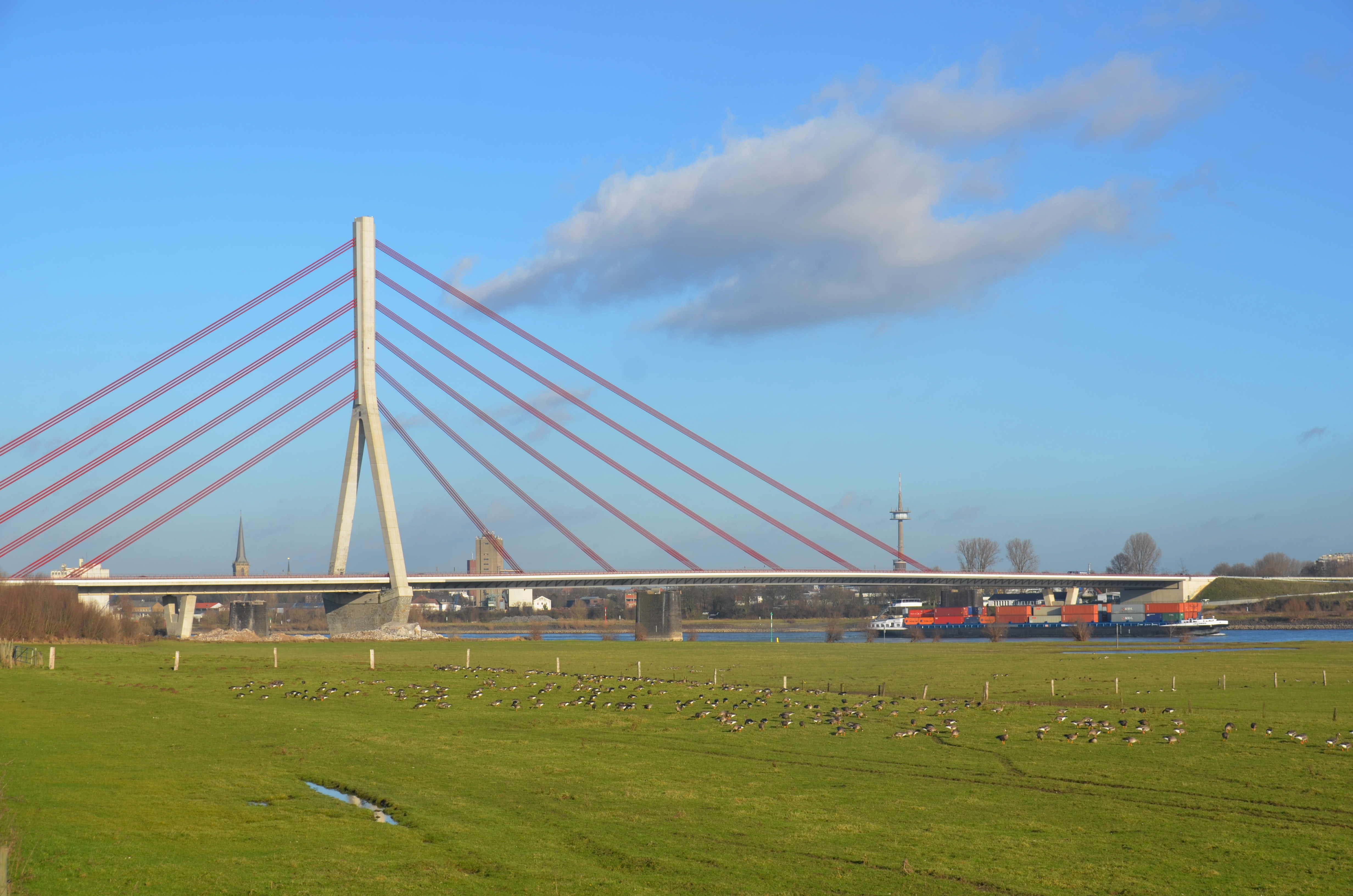
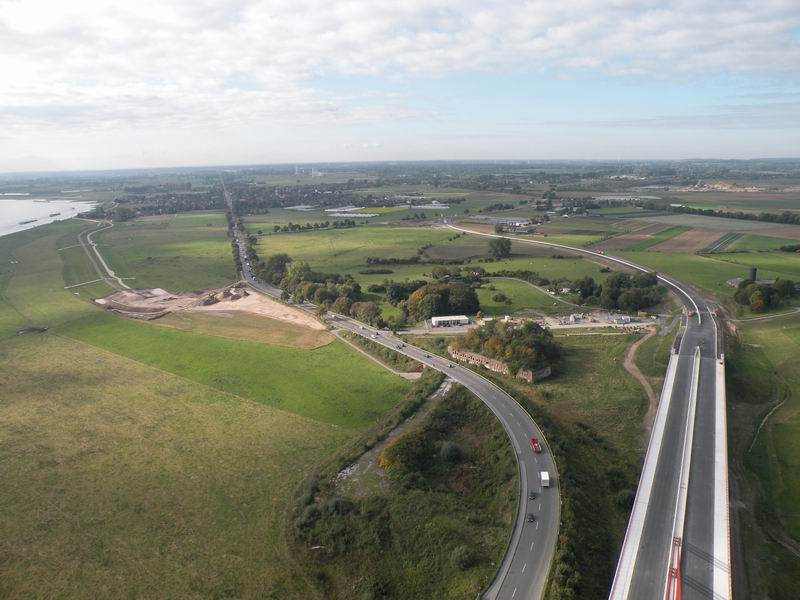
Auffahrt der alten und neuen Brücke.
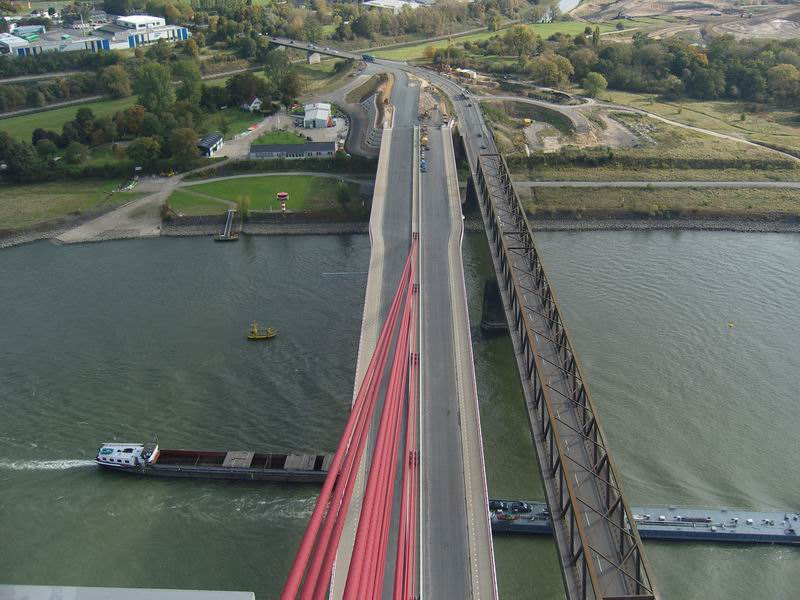
Die alte und neue Rheinbrücke Wesel vom Brückenpfeiler der neuen Brücke aus gesehen.